# Torre de' Negri
Torre de' Negri är en ort och kommun i provinsen Pavia i regionen Lombardiet i Italien. Kommunen hade 315 invånare (2018).